# Pteria avicular
Pteria avicular is een tweekleppigensoort uit de familie van de Pteriidae. De wetenschappelijke naam van de soort is voor het eerst geldig gepubliceerd in 1802 door Holten.

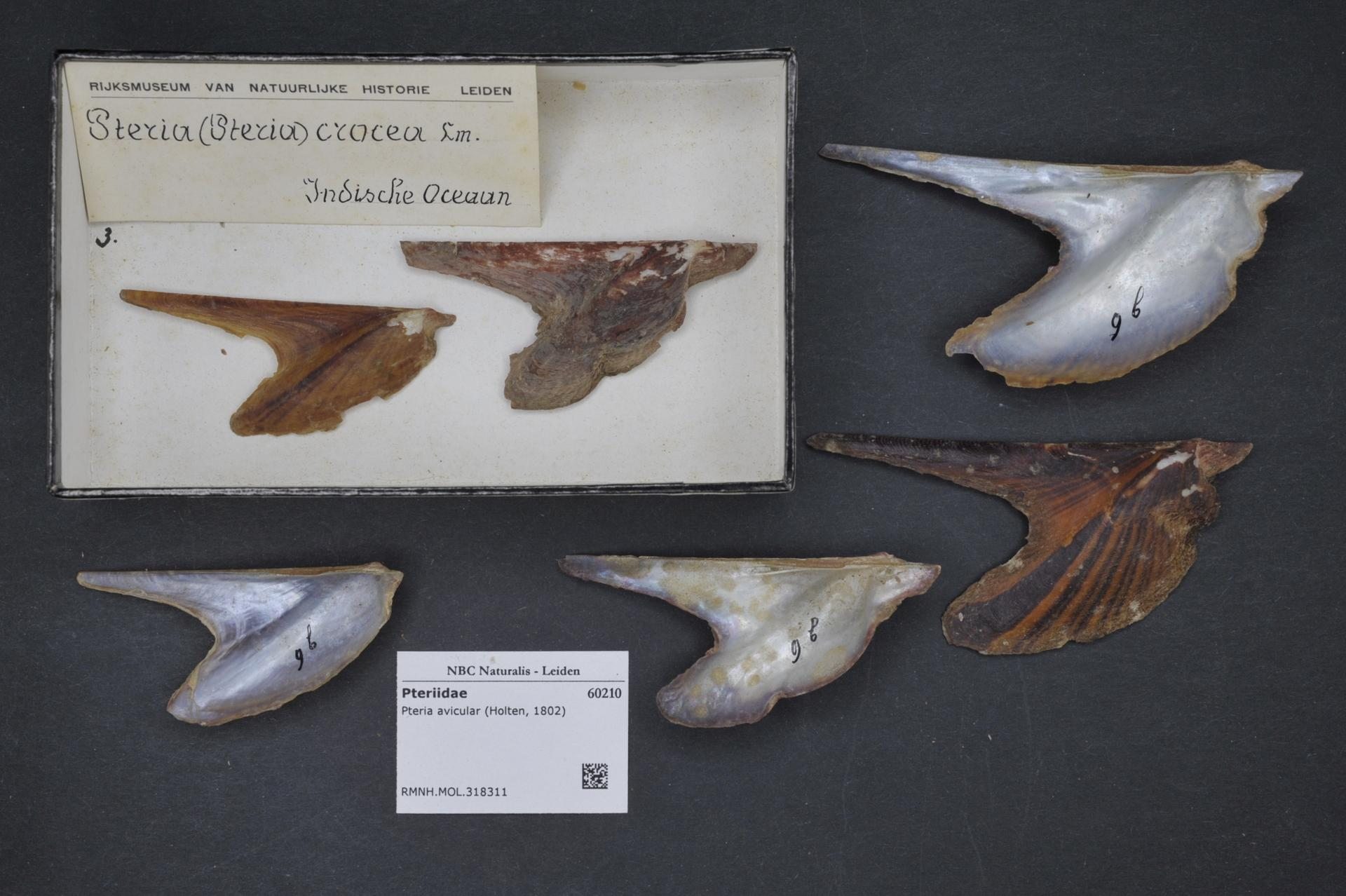
Pteria avicular (Holten, 1802), museumexemplaren Naturalis